# Solomon Bundy

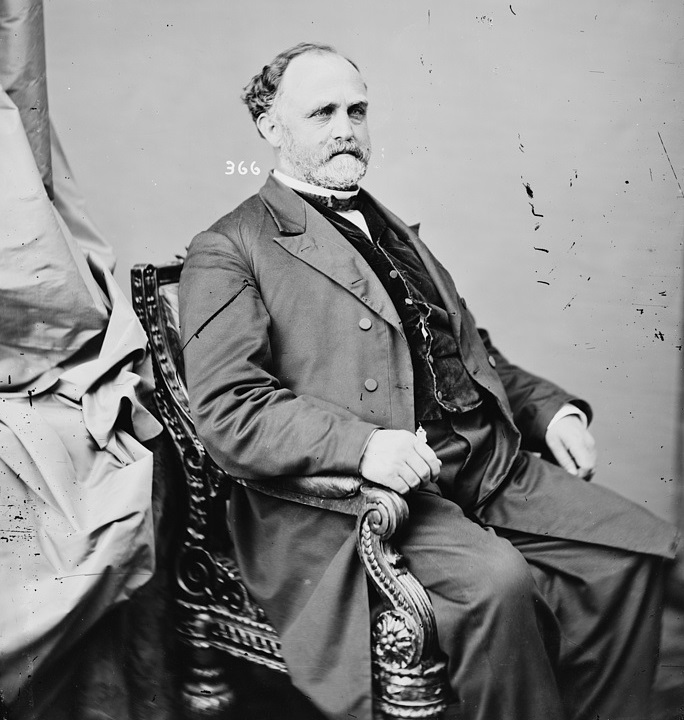
Solomon Bundy

Solomon Bundy (* 22. Mai 1823 in Oxford, New York; † 13. Januar 1889 ebenda) war ein US-amerikanischer Jurist und Politiker. Zwischen 1877 und 1879 vertrat er den Bundesstaat New York im US-Repräsentantenhaus.

## Werdegang
Solomon Bundy wurde ungefähr acht Jahre nach dem Ende des Britisch-Amerikanischen Krieges im Chenango County geboren. Er besuchte Gemeinschaftsschulen und die Oxford Academy. Danach unterrichtete er mehrere Jahre. Ferner ging er kaufmännischen Geschäften nach. Er studierte Jura. Nach dem Erhalt seiner Zulassung als Anwalt 1859 begann er in Oxford zu praktizieren. Während seiner Studienzeit war er als Friedensrichter und Clerk im Bezirksrat (Board of Supervisors) vom Chenango County tätig. 1862 wurde er Bezirksstaatsanwalt im Chenango County – ein Posten, den er bis 1865 innehatte. Diese Zeit war vom Bürgerkrieg überschattet. Politisch gehörte er der Republikanischen Partei an.
Bei den Kongresswahlen des Jahres 1876 für den 45. Kongress wurde Bundy im 21. Wahlbezirk von New York in das US-Repräsentantenhaus in Washington, D.C. gewählt, wo er am 4. März 1877 die Nachfolge von Samuel Franklin Miller antrat. Da er auf eine erneute Kandidatur 1878 verzichtete, schied er nach dem 3. März 1879 aus dem Kongress aus.
Nach seiner Kongresszeit war er wieder als Jurist tätig. Er starb am 13. Januar 1889 in Oxford und wurde auf dem Riverview Cemetery beigesetzt.